# Thomas Jung
Thomas Jung (Berlín Este, RDA, 9 de enero de 1969) es un deportista alemán que compitió para la RDA en remo.
Ganó tres medallas en el Campeonato Mundial de Remo entre los años 1989 y 1998.

## Palmarés internacional
| Representando a la RDA   |                      |                  |                  |
| Campeonato Mundial       |                      |                  |                  |
| Año                      | Lugar                | Medalla          | Prueba           |
| 1989                     | Bled (Yugoslavia)    | Medalla de oro   | Dos sin timonel  |
| 1990                     | Tasmania (Australia) | Medalla de oro   | Dos sin timonel  |
| Representando a Alemania |                      |                  |                  |
| Campeonato Mundial       |                      |                  |                  |
| Año                      | Lugar                | Medalla          | Prueba           |
| 1998                     | Colonia (Alemania)   | Medalla de plata | Ocho con timonel |